# Kim Seung-dae
Kim Seung-dae (hangul: 김승대), född 1 april 1991 i Pohang, är en sydkoreansk fotbollsspelare som spelar för Jeonbuk Hyundai Motors i K League 1 och för Sydkoreas landslag.